# Aroideae

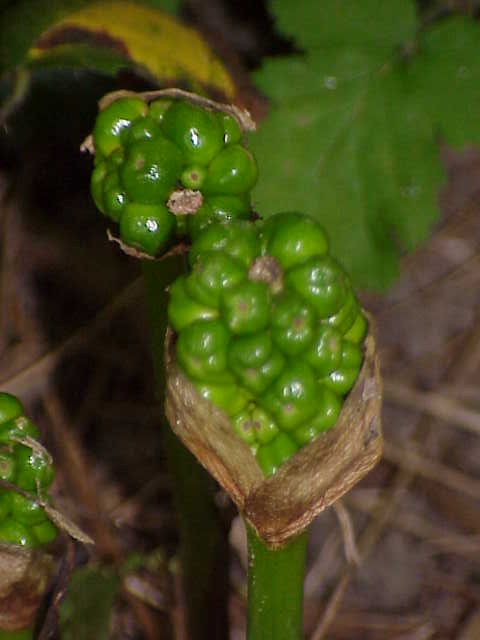
Espécime do género Arum.

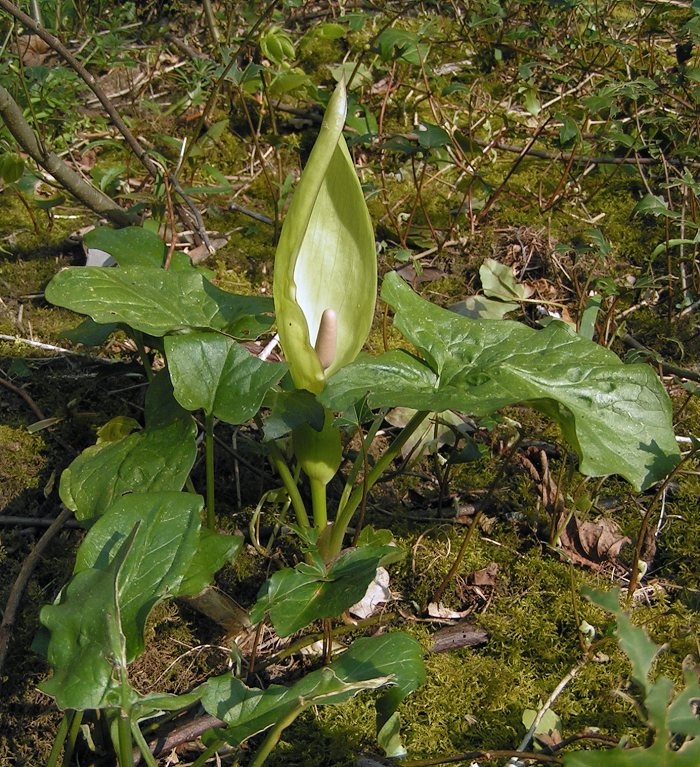
Espécime de Arum maculatum.

Aroideae é uma subfamília de plantas com flor pertencente à família Araceae que agrupa cerca de 72 géneros e constitui o grupo com maior diversidade daquele taxon. As espécie incluídas entre as Aroideae caracterizam-se por apresentar grão de pólen espinhosos.

## Antiga taxonomia
Aroideae foi na classificação taxonómica de Jussieu (1789) o nome de uma ordem botânica da classe Monocotyledones, caracterizada por apresentar estames hipogínicos (inseridos no receptáculo da flor abaixo do nível do ovário).

## Tribos e géneros
- Tribo: Aglaonemateae
  - Géneros: Aglaodorum - Aglaonema
- Tribo: Ambrosineae
  - Géneros: Ambrosina
- Tribo: Anubiadeae
  - Géneros: Anubias
- Tribo: Areae
  - Géneros: Arum - Biarum - Dracunculus - Eminium - Helicodiceros - Theriophonum - Typhonium
- Tribo: Arisaemateae
  - Géneros: Arisaema - Pinellia
- Tribo: Arisareae
  - Géneros:Arisarum
- Tribo: Arophyteae
  - Géneros:Arophyton - Carlephyton - Colletogyne
- Tribo: Caladieae
  - Géneros:Caladium - Chlorospatha - Hapaline - Jasarum - Scaphispatha - Syngonium - Xanthosoma
- Tribo: Callopsideae
  - Géneros:Callopsis
- Tribo: Colocasieae
  - Géneros: Alocasia - Ariopsis - Colocasia - Protarum - Remusatia - Steudnera
- Tribo: Cryptocoryneae
  - Géneros:Cryptocoryne - Lagenandra
- Tribo: Culcasieae
  - Géneros: Cercestis - Culcasia
- Tribo: Dieffenbachieae
  - Géneros: Bognera - Dieffenbachia
- Tribo: Homalomeneae
  - Géneros: Furtadoa - Homalomena
- Tribo: Montrichardieae
  - Géneros: Montrichardia
- Tribo: Nephthytideae
  - Géneros: Anchomanes - Nephthytis - Pseudohydrosme
- Tribo: Peltandreae
  - Géneros: Peltandra - Typhonodorum
- Tribo: Philodendreae
  - Géneros: Philodendron
  - Géneros: Thaumatophylum
- Tribo: Pistieae
  - Géneros: Pistia
- Tribo: Schismatoglottideae
  - Géneros: Aridarum - Bucephalandra - Phymatarum - Piptospatha - Schismatoglottis
- Tribo: Spathicarpeae
  - Géneros:Asterostigma - Gearum - Gorgonidium - Mangonia - Spathantheum - Spathicarpa - Synandrospadix - Taccarum
- Tribo: Stylochaetoneae
  - Géneros:  Stylochaeton
- Tribo: Thomsonieae
  - Géneros: Amorphophallus - Pseudodracontium
- Tribo: Zamioculcadeae
  - Géneros: Gonatopus - Zamioculcas
- Tribo: Zantedeschieae
  - Géneros:Zantedeschia
- Tribo: Zomicarpeae
  - Géneros: Filarum - Ulearum - Zomicarpa - Zomicarpella